# Paulo Martins de Araujo
Paulo Martins de Araujo (Tapes, 07 de outubro de 1946 -  Camaquã, 11 de janeiro de 2023) foi um renomado músico, cantor, trovador, repentista, payador, compositor e produtor musical da música nativista gaúcha. Ele ficou conhecido como "O Trovador das Três Fronteiras" devido às suas extensas viagens pelo Brasil, Uruguai e Argentina.

## Biografia
Nascido em Tapes, no estado do Rio Grande do Sul, Paulo Martins alcançou destaque ao se tornar Campeão de Trovas no Rodeio Crioulo Internacional de Vacaria, em 1978. Uma de suas maiores obras-primas é a canção "Eu sou Tapes", composta por ele mesmo e feita para sua terra natal. Ao longo de sua carreira, ele gravou 30 discos em CD e vinil, além de um DVD, e publicou três livros de poesia.
Paulo Martins foi um defensor fervoroso da cultura brasileira e gaúcha. Participou de inúmeros encontros culturais no Brasil, representando o Rio Grande do Sul nas Criojas do Parque Franklin Roosevelt, em Canelones, Uruguai. Sua participação nessas iniciativas contribuiu para a difusão e preservação das tradições culturais gaúchas em âmbito nacional e internacional. Além disso, ele teve papel fundamental na realização do 1º Acampamento da Arte Gaúcha, um festival que celebra a manifestação artística gaúcha.
No início de sua carreira, Paulo trabalhou na equipe do programa "Chacrinha" na TV Record, ao lado de renomados artistas da música brasileira, como Geraldo Meirelles, conhecido como “O Marechal da Música Sertaneja”, Atos Campos, João Pacífico, Inezita Barroso, Rolando Boldrim, Pedro Bento e Zé da Estrada, Trio Parada Dura, Edson Gaúcho, Jorge Simão (“O Turco”), Marcelo Costa & Regional do Evandro, e o acordeonista Zé Cupido. Embora tenha iniciado sua carreira com canções, foi na trova que ele descobriu seu verdadeiro dom.
Além de suas performances musicais, Paulo Martins também participou como jurado em diversos concursos. Como ele mesmo afirmou em uma entrevista ao portal ClicR, “Participei de muitos rodeios e sempre dizia: se passar pelo crivo de Paulo Martins pode sair dizendo que é o maior campeão de versos do planeta”.
Além de suas realizações artísticas, Paulo Martins também foi convidado para atuar como jurado em diversos concursos e rodeios. Seu conhecimento e discernimento sobre a arte da trova e da música gaúcha fizeram dele uma referência respeitada nesse campo. Sua presença como jurado em eventos culturais aumentava a credibilidade e o prestígio dessas ocasiões.

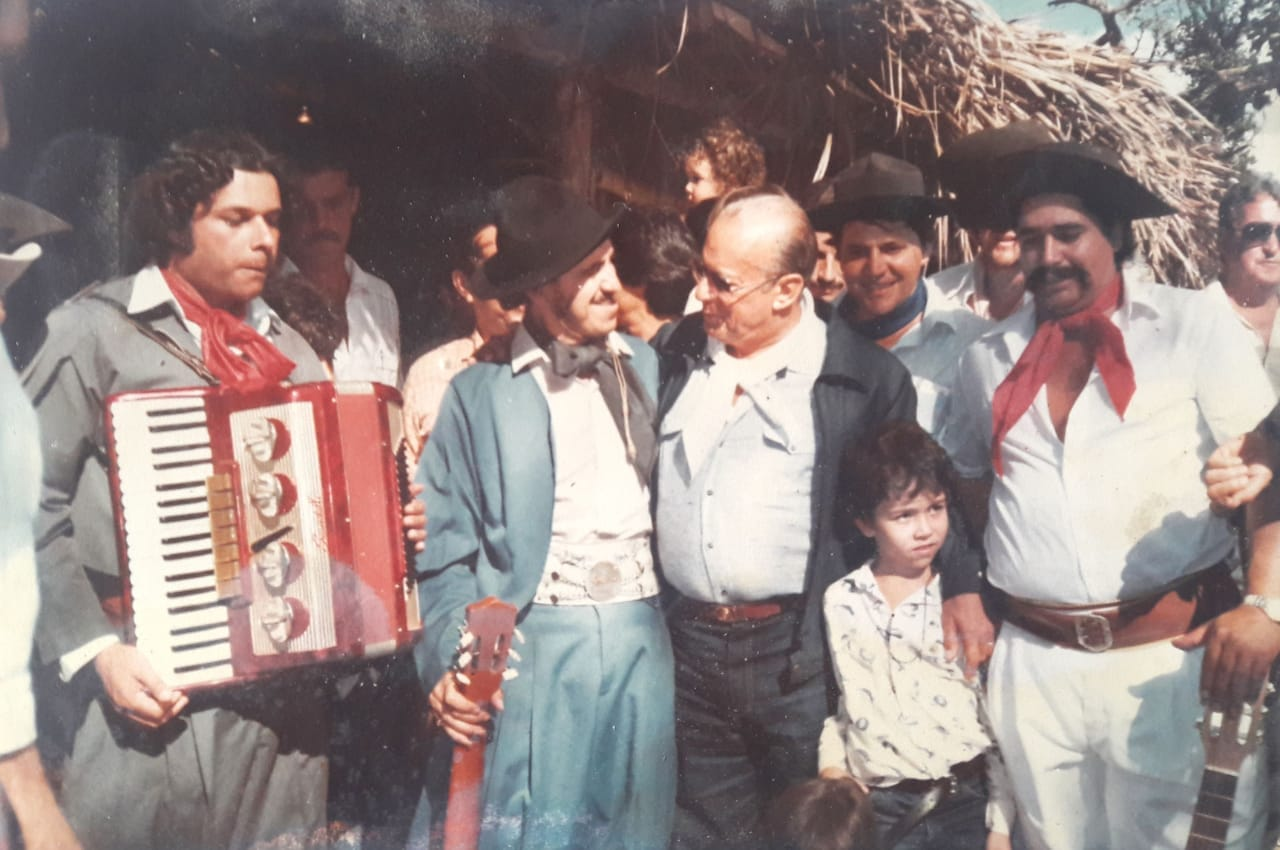
Paulo Martins e o Ex-Presidente da República Gal. João Bastista Figueredo na Granja do Torto - Brasília-DF na década de 80

Nos anos 80, o artista teve a honra de se apresentar em cerimônias no Palácio Piratini, sede do Governo do Rio Grande do Sul, e em Brasília. A convite do presidente João Baptista de Oliveira Figueiredo, Paulo passou 10 dias na capital brasileira, atuando como repentista na Festa dos Estados e entretendo os convidados do Palácio Granja do Torto, em Brasília, Distrito Federal.
Com sua voz marcante, seu talento na trova e seu comprometimento em preservar a cultura gaúcha, Paulo Martins de Araújo deixou um legado significativo na música tradicional do Rio Grande do Sul. Sua paixão pela música e seu amor pelas tradições regionais continuarão a inspirar gerações futuras.

## Morte
Paulo Martins de Araujo faleceu vítima de Falência múltipla de órgãos em decorrência de sequelas da Covid-19 em 11 de janeiro de 2023, deixando um legado imensurável na música nativista gaúcha. Sua habilidade única como trovador, repentista e compositor, aliada à sua paixão pela cultura gaúcha, tornou-o um ícone da música tradicional do Rio Grande do Sul. Sua música e poesia continuarão a encantar e inspirar gerações futuras, mantendo vivo o espírito da tradição gaúcha. Seu velório ocorreu no Plenário Armando Gross da Câmara Municipal de Vereadores de Tapes e o seus restos mortais estão sepultados no Cemitério Municipal de sua terra natal. Estava casado com Rosalina Baldissera há mais de vinte anos.

## Discografia
| Ano  | Álbum                                          | Gravadora                    |
| ---- | ---------------------------------------------- | ---------------------------- |
| 1984 | Paulo Martins - O Trovador das Três Fronteiras | Tiarajú                      |
| 1985 | Se não mato tiro pena                          | ISAEC                        |
| 1987 | O Bichinho da Vizinha                          | Nova Copacabana              |
| 1988 | Outubros que lembram o tchê                    | Pialo                        |
| 1990 | Gritos de Bravos                               | Pialo                        |
| 1997 | A Voz Forte da Verdade                         | CORZ, Sony Music             |
| 1998 | Vai ou Racha                                   | Digimaster e Focus           |
| 1999 | Uma Canção para Rozcato                        | Focus                        |
| 2000 | Outubros que Lembram o Chê                     | Paulo Martins Produções      |
| 2001 | Raízes da Minha Origem                         | Paulo Martins Produções      |
| 2003 | Trinta Anos de Sucesso                         | Paulo Martins Produções      |
| 2003 | Paulo Martins e Suas Canções                   | Paulo Martins Produções      |
| 2004 | Canção do João de Barro                        | Paulo Martins Produções      |
| 2008 | Grito de Alerta                                | Paulo Martins Produções      |
| 2010 | O Passado e o Presente                         | Paulo Martins Produções      |
| 2013 | Retrato do Passado                             | CMW, Paulo Martins Produções |
| 2014 | Humor Gaúcho                                   | Paulo Martins Produções      |
| 2014 | Suas Canções Românticas                        | Paulo Martins Produções      |
| 2015 | Fantasias do Poeta                             | Paulo Martins Produções      |
| 2016 | Um Gaúcho e Tanto                              | Paulo Martins Produções      |
| 2017 | Só Vanera                                      | Sam Martin Produções         |
| 2019 | 50 Anos de Sucesso                             | Sam Martin Produções         |
| 2023 | Meu Agradecimento                              | Sam Martin Produções         |

Com o Conjunto Sinuelo do Pampa:
| Ano  | Álbum                | Gravadora  |
| ---- | -------------------- | ---------- |
| 1970 | Baile na Fronteira   | Copacabana |
| 1975 | Cantigas Galponeiras | ISAEC      |

Coletâneas:
| Ano  | Álbum                               | Gravadora               |
| ---- | ----------------------------------- | ----------------------- |
| 2011 | Parceiros de Lida e Vida - Volume 1 | Paulo Martins Produções |
| 2015 | Parceiros de Lida e Vida - Volume 2 | Paulo Martins Produções |

## Videografia

### DVDs
| Ano  | DVD                                            | Gravadora               |
| ---- | ---------------------------------------------- | ----------------------- |
| 2014 | Paulo Martins - Suas Canções e Seus Convidados | Paulo Martins Produções |

## Literatura
| Ano  | Livro                                       | Editora          |
| ---- | ------------------------------------------- | ---------------- |
| 1995 | Eu Sou Tapes                                | Unigrafe         |
| 2004 | Poesias Gaúchas                             | Martins Livreiro |
| 2011 | Pedaços da Nossa História "Poesias Gaúchas" | Corag            |

## Participação em Eventos
- 1º Acampamento da Arte Gaúcha de Tapes
- Autor de samba-enredo para escolas de samba, "Apito de Ouro" e "Corujão".
- Gincana da Integração de Tapes
- Gincanas Colegiais do Município de Tapes
- Fundador do conjunto "Sinuelo do Pampa"
- Fundador do Grupo "Pampa", que posteriormente originou o Grupo "Os Tapes", em colaboração com José Cláudio Machado e Waldir Garcia.

## Eventos em que teve a Participação como Jurado
Paulo, renomado defensor da cultura gaúcha, teve uma participação ativa em uma variedade de eventos e concursos, desempenhando papéis significativos em celebrações e competições em diversas regiões do Brasil e do Uruguai. Suas contribuições notáveis abrangem:
- Participação nas festas do Centro de Tradições Gaúchas Sinuelo da Saudade no PADEF – Brasília/DF.
- Atuação como jurado no Concurso de Trovas no Centro de Tradições Gaúchas Praianos – Florianópolis/SC.
- Julgador no Concurso de Trovas no Centro de Tradições Gaúchas Tio Preto – Laguna/SC.
- Participação como jurado no Concurso de Trovas no Centro de Tradições Gaúchas Pedro Raimundo – Criciúma/SC.
- Avaliação das trovas no Rodeio dos Rodeios - Parque Assis Brasil Esteio/RS.
- Participação como jurado no Concurso de Trovas da Associação Rural de Bagé – Bagé/RS.
- Atuação como jurado no Rodeio do P.T.G. Aporreados do Aceguá – Aceguá/Uruguai.
- Julgador no C.T.G. Porteira do Rio Grande – Vacaria/RS.
- Participação como jurado no Concurso de Trovas no Centro de Tradições Gaúchas Laço Velho – Bento Gonçalves/RS.
- Avaliação no Concurso de Trovas no C.T.G. Sentinela do Vacacaí – São Gabriel/RS.
- Atuação como jurado no Concurso de Trovas no Centro de Tradições Gaúchas Minuano Catarinense – São Joaquim/SC.
- Participação como jurado no Concurso de Trovas no Centro de Tradições Gaúchas Paixão Cortes – Caxias do Sul/RS.
- Julgador no Concurso de Trovas no Centro de Tradições Gaúchas Bento Gonçalves – Cristal/RS.
- Atuação como jurado no Concurso de Trovas no Centro de Tradições Gaúchas Camaquã - Camaquã/RS.
- Participação como jurado no Concurso de Trovas no Centro de Tradições Gaúchas Pealo da Tradição – Barra do Ribeiro/RS.
- Avaliação no Concurso de Trovas no C.T.G. Gomes Jardim – Guaíba/RS.
- Atuação como jurado no Concurso de Trovas no C.T.G. Estância do Caí – São Sebastião do Caí/RS.
- Julgador no Concurso de Trovas no C.T.G. Galpão de Estância – Araranguá/SC.
- Participação como jurado no Concurso de Trovas no C.T.G. Sul Catarinense – Sombrio/SC.
- Participação na Gincana de Rio Negrinho – Rio Negrinho/SC.
- Realização de uma palestra sobre a Cultura Gaúcha na cidade de Rio Pardo/RS.
- Atuação como jurado no Concurso de Trovas no Centro de Tradições Gaúchas Bonifácio Gomes – Parque da FENARROZ, Cachoeira do Sul/RS.

Seu envolvimento diversificado em tantos eventos destaca não apenas sua habilidade como trovador, mas também seu comprometimento com a preservação e disseminação da rica cultura gaúcha em diversas localidades.

## Homenagens

### Homenagens durante sua vida
- Certificado de Honra ao Mérito do Centro de Tradições Gaúchas Praianos de São José/SC.
- Certificado de Honra ao Mérito na 1ª Reculuta da Canção Crioula de Guaíba/RS.
- Certificado de Honra ao Mérito na Guarita da Canção em Torres/RS.
- Certificado de Honra ao Mérito do 2º Pelotão da Brigada Militar de Tapes/RS.
- Placa de Honra ao Mérito concedida pelo Piquete General Osório, cujo patrão na época era o tradicionalista Airton Ferreira, em Osório/RS.
- Placa de Honra ao Mérito da Câmara Municipal de Tapes/RS, conforme o Projeto do Vereador Edoeli Camargo da Silva.
- Certificado de Honra ao Mérito do Centro de Tradições Gaúchas Rincão Verde em Maringá/PR.
- Certificado de Honra ao Mérito do Centro de Tradições Gaúchas Estância Real do Bojuru em Tavares/RS.
- Certificado de Honra ao Mérito do Movimento "Os Cavaleiros do Mar".
- Certificado de Honra ao Mérito da Estância da Poesia Crioula do Rio Grande do Sul, presidida por Fraga Sirne.
- Certificado de Cidadão Benemérito concedido pela Câmara de Vereadores de Tapes, em virtude da defesa da cultura Gaúcha, conforme o Projeto do Vereador Martinho Osório dos Santos.
- Certificado de Honra ao Mérito concedido pela Prefeitura Municipal de Sentinela do Sul, em reconhecimento aos relevantes serviços prestados àquela comunidade.

### Homenagens Póstumas
- Em janeiro de 2024, o município de Tapes prestou uma homenagem e reconhecimento ao trabalho de Paulo Martins durante a 20ª Edição do Acampamento da Arte Gaúcha. Como resultado, o Palco de Shows localizado no Parque de Eventos Paulo Alfonsin Simchen foi oficialmente renomeado para "Palco de Eventos Paulo Martins de Araujo[5]", conforme estabelecido pela Lei Municipal Nº 3406/2023. Esta lei foi proposta pelo Executivo Municipal, aprovada pelo Legislativo Tapense e sancionada pelo Prefeito Luiz Carlos Coutinho Garcez. A homenagem foi recebida por seu filho, Sam Martin de Araujo, que seguiu os passos do pai na carreira musical e representou a família durante o evento.

## Títulos Conquistados
Ao longo de sua destacada carreira, um dos momentos mais notáveis foi sua vitória no Concurso de Trovas do Rodeio Crioulo Internacional de Vacaria, realizado em 1978, na cidade de Vacaria/RS. Essa conquista tornou-se ainda mais significativa pelo fato de o concurso registrar o maior número de concorrentes até hoje.

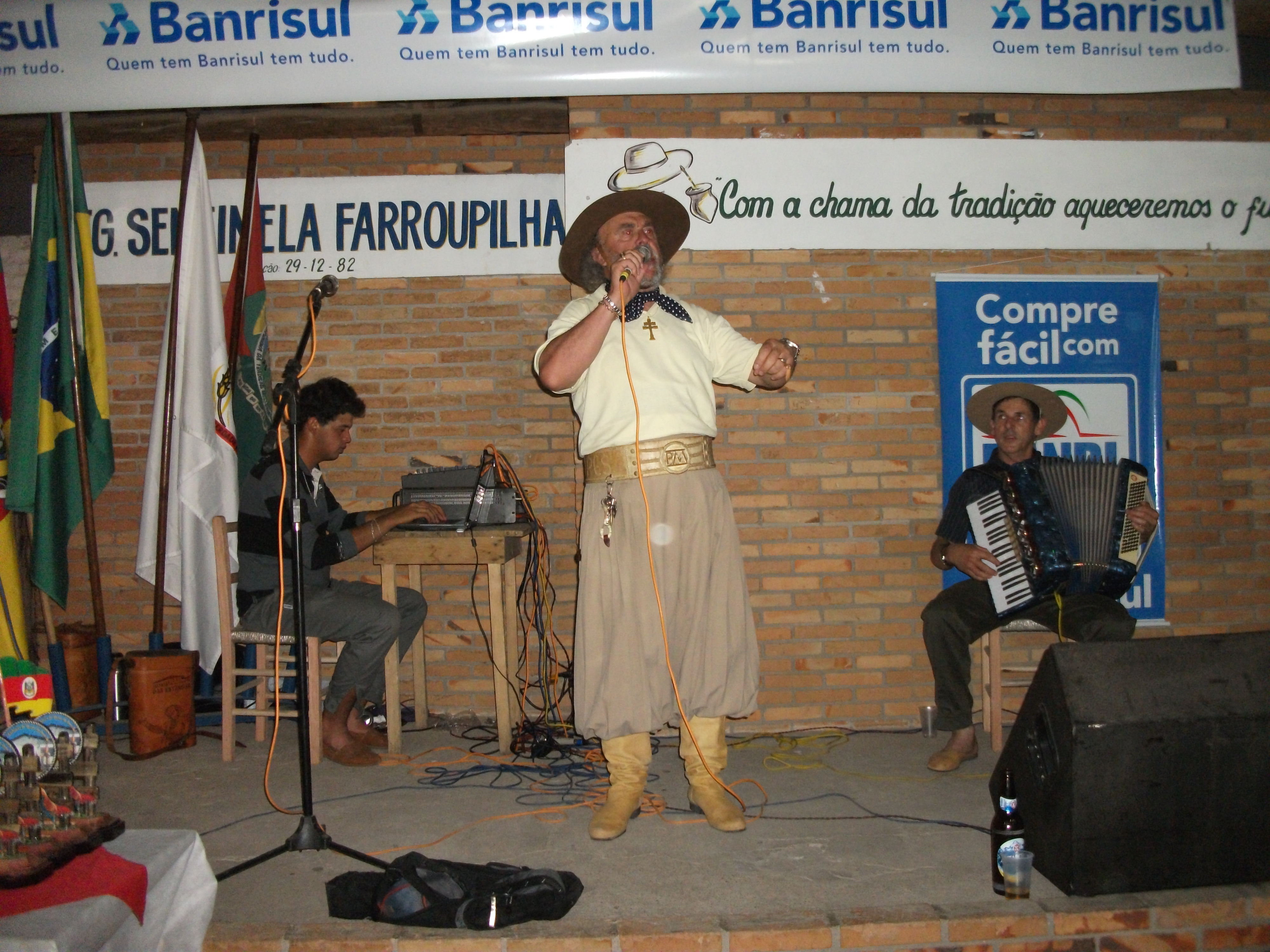
Paulo Martins trovando ao vivo no Programa Cachoeira de Versos, Trovas e Cantigas no CTG Sentinela Farroupilha na cidade de Camaquã / RS no ano de 2010.

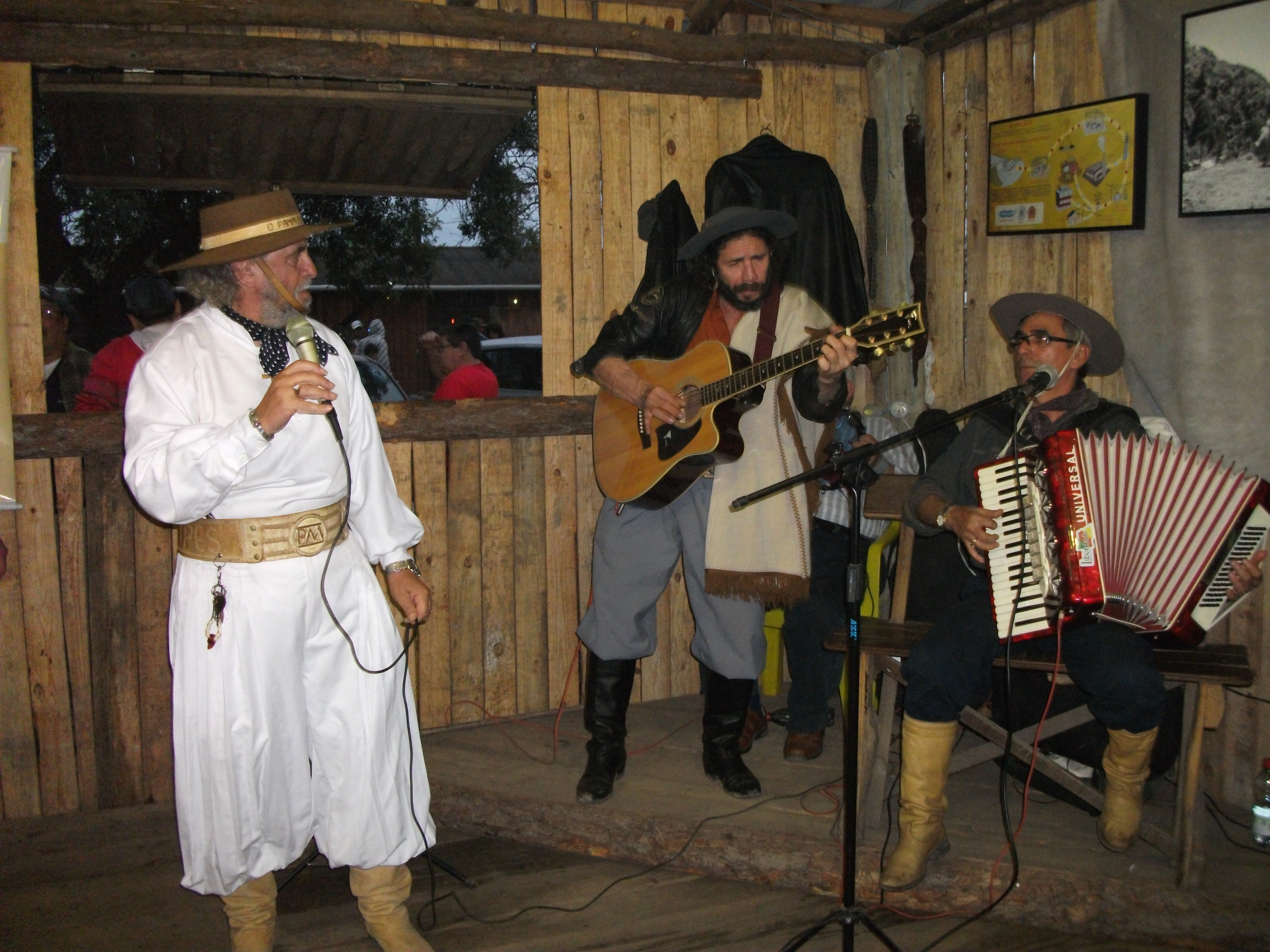
Paulo Martins trovando para o público num piquete no Parque do Harmonia na cidade de Porto Alegre/RS

Além do feito em Vacaria, o talentoso trovador também obteve êxito em diversos outros Concursos de Trovas, consolidando seu reconhecimento na cena literária e artística. Entre suas vitórias notáveis estão:
- Erechim/RS
- Lagoa Vermelha/RS
- Passo Fundo/RS
- Bom Jesus/RS
- Soledade/RS
- Osório/RS
- Pelotas/RS
- Canguçu/RS
- Piratini/RS
- Pedro Osório/RS
- Erval do Sul/RS
- Júlio de Castilhos/RS
- Tupanciretã/RS
- Santiago/RS
- São Pedro do Sul/RS
- Arroio Grande/RS
- Camaquã/RS
- Guaíba/RS
- Santa Vitória do Palmar/RS
- Chuí/RS
- Mostardas/RS
- Tavares/RS
- Palmares do Sul/RS
- Tramandaí/RS
- Capão da Canoa/RS
- Torres/RS
- Porto Alegre/RS
- São Marcos/RS
- São Lourenço do Sul/RS
- Arambaré/RS
- São José do Norte/RS
- Encruzilhada do Sul/RS
- São Jerônimo/RS
- Charqueada/RS

Essas vitórias atestam não apenas a habilidade singular do trovador, mas também seu comprometimento e dedicação à arte da trova, sendo reconhecido em diversas localidades do Rio Grande do Sul.
1. ↑  «PRÓ-CULTURA - Sistema Unificado». www.procultura.rs.gov.br. Consultado em 23 de junho de 2023
2. ↑  Medeiros, Matheus (6 de junho de 2020). «Paulo Martins | Músico tapense recorda seus 50 anos de gauchismo». Portal ClicR. Consultado em 26 de junho de 2023
3. ↑  «Prefeito decreta Luto Oficial pelo falecimento do músico Paulo Martins de Araújo». Prefeitura de Tapes. Consultado em 26 de junho de 2023
4. ↑  «Prefeitura de Tapes decreta luto oficial em pesar a morte de Paulo Martins de Araújo». Acústica FM. Consultado em 26 de junho de 2023
5. ↑  «Palco de Eventos Paulo Martins de Araujo». Prefeitura de Tapes. Consultado em 15 de fevereiro de 2024